# Tony Percy

Bischofswappen von Anthony Percy

Tony Percy (* 8. April 1963 in Cooma als Anthony Gerard Percy) ist ein australischer römisch-katholischer Geistlicher und Weihbischof in Sydney.

## Leben
Tony Percy studierte Philosophie und Theologie und empfing am 14. Dezember 1990 Sakrament der Priesterweihe für das Erzbistum Canberra-Goulburn.
Bis 1999 war er in verschiedenen Gemeinden in der Pfarrseelsorge tätig. Von 1999 bis 2003 studierte er am Päpstlichen Institut Johannes Paul II. für Studien zu Ehe und Familie an dessen Standort an der Katholischen Universität von Amerika und wurde in Ehetheologie promoviert. Von 2003 bis 2009 war er Pfarrer in Goulburn und anschließend Regens des Priesterseminars Good Shepherd in Sydney. Von 2014 bis 2023 war er Generalvikar des Erzbistums Canberra-Goulburn und seither Pfarrer der Pfarrei St. Gregory in Queanbeyan.
Papst Franziskus ernannte ihn am 11. Februar 2025 zum Titularbischof von Appiaria und zum Weihbischof in Sydney. Der Erzbischof von Sydney, Anthony Fisher OP, spendete ihm am 2. Mai desselben Jahres in der Saint Mary’s Cathedral in Sydney die Bischofsweihe. Mitkonsekratoren waren der Erzbischof von Brisbane, Mark Coleridge, und der Erzbischof von Canberra-Goulburn, Christopher Prowse.